# Olympische Sommerspiele 2016/Teilnehmer (Puerto Rico)
| Gelbes Symbol für Goldmedaillen mit stilisierten Olympischen Ringen | Graues Symbol für Silbermedaillen mit stilisierten Olympischen Ringen | Braundes Symbol für Bronzemedaillen mit stilisierten Olympischen Ringen |
| ------------------------------------------------------------------- | --------------------------------------------------------------------- | ----------------------------------------------------------------------- |
| 1                                                                   | —                                                                     | —                                                                       |

Puerto Rico nahm an den Olympischen Spielen 2016 in Rio de Janeiro teil. Es war die insgesamt 18. Teilnahme an Olympischen Sommerspielen. Das Comité Olímpico de Puerto Rico nominierte 40 Athleten in 15 Sportarten.
Die Tennisspielerin Mónica Puig gewann im Einzel als erste Frau überhaupt olympisches Gold für Puerto Rico.

## Medaillengewinner

### Gold
| Name        | Sportart | Wettkampf |
| ----------- | -------- | --------- |
| Mónica Puig | Tennis   | Einzel    |

## Teilnehmer nach Sportarten

### Boxen
| Athleten        | Wettbewerb               | 1. Runde          | 1. Runde | Achtelfinale  | Achtelfinale  | Viertelfinale | Viertelfinale | Halbfinale    | Halbfinale    | Finale        | Finale        | Rang          |
| Athleten        | Wettbewerb               | Gegner            | Ergebnis | Gegner        | Ergebnis      | Gegner        | Ergebnis      | Gegner        | Ergebnis      | Gegner        | Ergebnis      | Rang          |
| --------------- | ------------------------ | ----------------- | -------- | ------------- | ------------- | ------------- | ------------- | ------------- | ------------- | ------------- | ------------- | ------------- |
| Männer          |                          |                   |          |               |               |               |               |               |               |               |               |               |
| Jeyvier Cintrón | Fliegengewicht bis 52 kg | Olzhas Sattibayev | 1:2      | ausgeschieden | ausgeschieden | ausgeschieden | ausgeschieden | ausgeschieden | ausgeschieden | ausgeschieden | ausgeschieden | ausgeschieden |

### Gewichtheben
| Athleten    | Wettbewerb       | Reißen  | Reißen | Stoßen  | Stoßen | Zweikampf | Zweikampf | Rang |
| Athleten    | Wettbewerb       | Gewicht | Rang   | Gewicht | Rang   | Gewicht   | Rang      | Rang |
| ----------- | ---------------- | ------- | ------ | ------- | ------ | --------- | --------- | ---- |
| Frauen      |                  |         |        |         |        |           |           |      |
| Lely Burgos | Klasse bis 48 kg | 72 kg   | 9      | 90 kg   | 8      | 162 kg    | 9         | 9    |

### Judo
| Athleten       | Wettbewerb | 1. Runde | 1. Runde    | 2. Runde  | 2. Runde    | Viertelfinale | Viertelfinale | Halbfinale / Trostrunde | Halbfinale / Trostrunde | Finale / Platz 3 | Finale / Platz 3 | Rang |
| Athleten       | Wettbewerb | Gegner   | Ergebnis    | Gegner    | Ergebnis    | Gegner        | Ergebnis      | Gegner                  | Ergebnis                | Gegner           | Ergebnis         | Rang |
| -------------- | ---------- | -------- | ----------- | --------- | ----------- | ------------- | ------------- | ----------------------- | ----------------------- | ---------------- | ---------------- | ---- |
| Frauen         |            |          |             |           |             |               |               |                         |                         |                  |                  |      |
| María Pérez    | bis 70 kg  | B. Matić | 011s2:000s0 | Y. Alvear | 000s3:000s2 | ausgeschieden | ausgeschieden | ausgeschieden           | ausgeschieden           | ausgeschieden    | ausgeschieden    | 9    |
| Melissa Mojica | über 78 kg | Freilos  | Freilos     | K. Sayit  | 000s1:101s1 | ausgeschieden | ausgeschieden | ausgeschieden           | ausgeschieden           | ausgeschieden    | ausgeschieden    | 9    |

### Leichtathletik
Laufen und Gehen 
| Athleten              | Wettbewerb   | Runde 1     | Runde 1 | Halbfinale      | Halbfinale      | Finale          | Finale          | Rang |
| Athleten              | Wettbewerb   | Zeit        | Rang    | Zeit            | Rang            | Zeit            | Rang            | Rang |
| --------------------- | ------------ | ----------- | ------- | --------------- | --------------- | --------------- | --------------- | ---- |
| Frauen                |              |             |         |                 |                 |                 |                 |      |
| Celiangeli Morales    | 200 m        | 23,00 s     | 29      | ausgeschieden   | ausgeschieden   | ausgeschieden   | ausgeschieden   | 29   |
| Beverly Ramos         | Marathon     | –           | –       | –               | –               | 2:43:52 h       | 71              | 71   |
| Jasmine Camacho-Quinn | 100 m Hürden | 12,70 s     | 3       | disqualifiziert | disqualifiziert | ausgeschieden   | ausgeschieden   | 22   |
| Grace Claxton         | 400 m Hürden | 56,40 s     | 23      | 55,85 s         | 14              | ausgeschieden   | ausgeschieden   | 14   |
| Männer                |              |             |         |                 |                 |                 |                 |      |
| Andrés Arroyo         | 800 m        | 1:46,17 min | 11      | 1:46,74 min     | 22              | ausgeschieden   | ausgeschieden   | 22   |
| Wesley Vázquez        | 800 m        | 1:46,96 min | 23      | ausgeschieden   | ausgeschieden   | ausgeschieden   | ausgeschieden   | 23   |
| Eric Alejandro        | 400 m Hürden | 49,54 s     | 23      | 49,95 s         | 23              | ausgeschieden   | ausgeschieden   | 23   |
| Javier Culson         | 400 m Hürden | 48,53 s     | 3       | 48,46 s         | 4               | disqualifiziert | disqualifiziert | 8    |

 Springen und Werfen 
| Athleten          | Wettbewerb     | Qualifikation | Qualifikation | Finale        | Finale        | Rang |
| Athleten          | Wettbewerb     | Weite/Höhe    | Rang          | Weite/Höhe    | Rang          | Rang |
| ----------------- | -------------- | ------------- | ------------- | ------------- | ------------- | ---- |
| Frauen            |                |               |               |               |               |      |
| Diamara Planell   | Stabhochsprung | 4,15 m        | 29            | ausgeschieden | ausgeschieden | 29   |
| Männer            |                |               |               |               |               |      |
| Luís Castro       | Hochsprung     | 2,26 m        | 12            | 2,25 m        | 13            | 13   |
| David Adley Smith | Hochsprung     | 2,26 m        | 23            | ausgeschieden | ausgeschieden | 23   |

 Mehrkampf 
| Athletinnen        | 100 m Hürden | 100 m Hürden | Hochsprung | Hochsprung | Kugelstoßen | Kugelstoßen | 200 m   | 200 m  | Weitsprung | Weitsprung | Speerwurf | Speerwurf | 800 m       | 800 m  | Punkte | Rang |
| Athletinnen        | Zeit         | Punkte       | Höhe       | Punkte     | Weite       | Punkte      | Zeit    | Punkte | Weite      | Punkte     | Weite     | Punkte    | Zeit        | Punkte | Punkte | Rang |
| ------------------ | ------------ | ------------ | ---------- | ---------- | ----------- | ----------- | ------- | ------ | ---------- | ---------- | --------- | --------- | ----------- | ------ | ------ | ---- |
| Siebenkampf Frauen |              |              |            |            |             |             |         |        |            |            |           |           |             |        |        |      |
| Alysbeth Félix     | 14,07 s      | 968          | 1,68 m     | 830        | 11,36 m     | 619         | 24,74 s | 911    | 6,22 m     | 918        | 40,17 m   | 671       | 2:15,32 min | 888    | 5805   | 26   |

### Radsport

#### Straße
| Athleten        | Wettbewerb    | Zeit          | Rang          |
| --------------- | ------------- | ------------- | ------------- |
| Männer          |               |               |               |
| Brian Babilonia | Straßenrennen | nicht beendet | nicht beendet |

### Reiten
| Vielseitigkeit                            |            |                     |                     |          |          |                    |      |
| Athleten                                  | Wettbewerb | Minuspunkte Dressur | Minuspunkte Gelände | Springen | Springen | Minuspunkte Gesamt | Rang |
| Lauren Billys mit Castle Larchfield Purdy | Einzel     | 56,00               | 88,40               | 11,00    | –        | 155,40             | 44   |

### Ringen
| Athleten        | Wettbewerb       | 1. Runde | 1. Runde | Achtelfinale         | Achtelfinale | Viertelfinale     | Viertelfinale | Halbfinale    | Halbfinale    | Hoffnungsrunde Viertelfinale | Hoffnungsrunde Viertelfinale | Hoffnungsrunde Halbfinale | Hoffnungsrunde Halbfinale | Hoffnungsrunde Finale | Hoffnungsrunde Finale | Finale        | Finale        | Rang |
| Athleten        | Wettbewerb       | Gegner   | Ergebnis | Gegner               | Ergebnis     | Gegner            | Ergebnis      | Gegner        | Ergebnis      | Gegner                       | Ergebnis                     | Gegner                    | Ergebnis                  | Gegner                | Ergebnis              | Gegner        | Ergebnis      | Rang |
| --------------- | ---------------- | -------- | -------- | -------------------- | ------------ | ----------------- | ------------- | ------------- | ------------- | ---------------------------- | ---------------------------- | ------------------------- | ------------------------- | --------------------- | --------------------- | ------------- | ------------- | ---- |
| Freistil Männer |                  |          |          |                      |              |                   |               |               |               |                              |                              |                           |                           |                       |                       |               |               |      |
| Franklin Gómez  | Klasse bis 65 kg | Freilos  | Freilos  | Borislaw Nowatschkow | 3:1          | Ixtiyor Navroʻzov | 1:3           | ausgeschieden | ausgeschieden | ausgeschieden                | ausgeschieden                | ausgeschieden             | ausgeschieden             | ausgeschieden         | ausgeschieden         | ausgeschieden | ausgeschieden | 9    |
| Jaime Espinal   | Klasse bis 86 kg | Freilos  | Freilos  | Selim Yaşar          | 1:3          | ausgeschieden     | ausgeschieden | ausgeschieden | ausgeschieden | ausgeschieden                | ausgeschieden                | Reineris Salas            | 1:3                       | ausgeschieden         | ausgeschieden         | ausgeschieden | ausgeschieden | 11   |

### Schießen
| Athleten        | Wettbewerb                               | Qualifikation   | Qualifikation | Finale          | Finale        | Ringe/ Scheiben | Rang |
| Athleten        | Wettbewerb                               | Ringe/ Scheiben | Rang          | Ringe/ Scheiben | Rang          | Ringe/ Scheiben | Rang |
| --------------- | ---------------------------------------- | --------------- | ------------- | --------------- | ------------- | --------------- | ---- |
| Frauen          |                                          |                 |               |                 |               |                 |      |
| Yarimar Mercado | Luftgewehr 10 Meter                      | 406,6           | 43            | ausgeschieden   | ausgeschieden | 406,6           | 43   |
| Yarimar Mercado | Kleinkaliber Dreistellungskampf 50 Meter | 576             | 24            | ausgeschieden   | ausgeschieden | 576             | 24   |

### Schwimmen
| Athleten       | Wettbewerb    | Vorlauf | Vorlauf | Halbfinale    | Halbfinale    | Finale        | Finale        | Rang |
| Athleten       | Wettbewerb    | Zeit    | Rang    | Zeit          | Rang          | Zeit          | Rang          | Rang |
| -------------- | ------------- | ------- | ------- | ------------- | ------------- | ------------- | ------------- | ---- |
| Frauen         |               |         |         |               |               |               |               |      |
| Vanessa García | 50 m Freistil | 24,94 s | 22      | ausgeschieden | ausgeschieden | ausgeschieden | ausgeschieden | 22   |

### Taekwondo
| Athleten       | Wettbewerb        | Achtelfinale    | Achtelfinale | Viertelfinale | Viertelfinale | Hoffnungsrunde Halbfinale | Hoffnungsrunde Halbfinale | Halbfinale    | Halbfinale    | Hoffnungsrunde Finale | Hoffnungsrunde Finale | Finale        | Finale        | Rang          |
| Athleten       | Wettbewerb        | Gegner          | Ergebnis     | Gegner        | Ergebnis      | Gegner                    | Ergebnis                  | Gegner        | Ergebnis      | Gegner                | Ergebnis              | Gegner        | Ergebnis      | Rang          |
| -------------- | ----------------- | --------------- | ------------ | ------------- | ------------- | ------------------------- | ------------------------- | ------------- | ------------- | --------------------- | --------------------- | ------------- | ------------- | ------------- |
| Frauen         |                   |                 |              |               |               |                           |                           |               |               |                       |                       |               |               |               |
| Crystal Weekes | Klasse über 67 kg | Jackie Galloway | 0:5          | ausgeschieden | ausgeschieden | ausgeschieden             | ausgeschieden             | ausgeschieden | ausgeschieden | ausgeschieden         | ausgeschieden         | ausgeschieden | ausgeschieden | ausgeschieden |

### Tennis
| Athleten    | Wettbewerb | 1. Runde      | 1. Runde | 2. Runde                     | 2. Runde | Achtelfinale     | Achtelfinale | Viertelfinale   | Viertelfinale | Halbfinale    | Halbfinale    | Finale           | Finale        | Rang |
| Athleten    | Wettbewerb | Gegner        | Ergebnis | Gegner                       | Ergebnis | Gegner           | Ergebnis     | Gegner          | Ergebnis      | Gegner        | Ergebnis      | Gegner           | Ergebnis      | Rang |
| ----------- | ---------- | ------------- | -------- | ---------------------------- | -------- | ---------------- | ------------ | --------------- | ------------- | ------------- | ------------- | ---------------- | ------------- | ---- |
| Frauen      |            |               |          |                              |          |                  |              |                 |               |               |               |                  |               |      |
| Mónica Puig | Einzel     | Polona Hercog | 6:3, 6:2 | Anastassija Pawljutschenkowa | 6:3, 6:2 | Garbiñe Muguruza | 6:1, 6:2     | Laura Siegemund | 6:1, 6:1      | Petra Kvitová | 6:4, 1:6, 6:3 | Angelique Kerber | 6:4, 4:6, 6:1 | Gold |

### Tischtennis
| Athleten       | Wettbewerb | Vorrunde    | Vorrunde | 1. Runde           | 1. Runde | 2. Runde      | 2. Runde      | 3. Runde      | 3. Runde      | Achtelfinale  | Achtelfinale  | Viertelfinale | Viertelfinale | Halbfinale    | Halbfinale    | Finale        | Finale        | Rang          |
| Athleten       | Wettbewerb | Gegner      | Ergebnis | Gegner             | Ergebnis | Gegner        | Ergebnis      | Gegner        | Ergebnis      | Gegner        | Ergebnis      | Gegner        | Ergebnis      | Gegner        | Ergebnis      | Gegner        | Ergebnis      | Rang          |
| -------------- | ---------- | ----------- | -------- | ------------------ | -------- | ------------- | ------------- | ------------- | ------------- | ------------- | ------------- | ------------- | ------------- | ------------- | ------------- | ------------- | ------------- | ------------- |
| Frauen         |            |             |          |                    |          |               |               |               |               |               |               |               |               |               |               |               |               |               |
| Adriana Diaz   | Einzel     | Suraju Saka | 4:3      | Omar Assar         | 2:4      | ausgeschieden | ausgeschieden | ausgeschieden | ausgeschieden | ausgeschieden | ausgeschieden | ausgeschieden | ausgeschieden | ausgeschieden | ausgeschieden | ausgeschieden | ausgeschieden | ausgeschieden |
| Männer         |            |             |          |                    |          |               |               |               |               |               |               |               |               |               |               |               |               |               |
| Brian Afanador | Einzel     | Freilos     | Freilos  | Olufunke Oshonaike | 4:3      | Li Xue        | 2:4           | ausgeschieden | ausgeschieden | ausgeschieden | ausgeschieden | ausgeschieden | ausgeschieden | ausgeschieden | ausgeschieden | ausgeschieden | ausgeschieden | ausgeschieden |

### Triathlon
| Athleten      | Wettbewerb | Zeit      | Rang |
| ------------- | ---------- | --------- | ---- |
| Männer        |            |           |      |
| Manuel Huerta | Einzel     | 1:53:22 h | 43   |

### Volleyball
| Wettbewerb    | Frauen |
| ------------- | --- |
| Athleten      | Áurea Cruz Stephanie Enright Vilmarie Mojica Lynda Morales Karina Ocasio Alexandra Oquendo Diana Reyes Yarimar Rosa Daly Santana Debora Seilhamer Natalia Valentín Shara Venegas |
| Trainer       | Juan Carlos Núñez |
| Gruppenphase  | USA 0:3 Serbien 0:3 China 0:3 Niederlande 0:3 Italien 0:3 |
| Viertelfinale | ausgeschieden |
| Halbfinale    | ausgeschieden |
| Finale        | ausgeschieden |
| Platzierung   | 12. Platz |

### Wasserspringen
| Athleten        | Wettbewerb        | Vorkampf | Vorkampf | Halbfinale | Halbfinale | Finale | Finale | Rang |
| Athleten        | Wettbewerb        | Punkte   | Rang     | Punkte     | Rang       | Punkte | Rang   | Rang |
| --------------- | ----------------- | -------- | -------- | ---------- | ---------- | ------ | ------ | ---- |
| Männer          |                   |          |          |            |            |        |        |      |
| Rafael Quintero | Turmspringen 10 m | 456,55   | 10       | 471,20     | 7          | 485,35 | 7      | 7    |